# 山梨県道609号小荒間長坂停車場線
山梨県道609号小荒間長坂停車場線（やまなしけんどう609ごう こあらまながさかていしゃばせん）は、山梨県北杜市を起点・終点とする一般県道である。

## 概要
八ヶ岳山麓にある山梨県営八ヶ岳牧場から甲斐小泉駅を経て長坂駅まで至る。
路線は八ヶ岳の等高線に直交する形になっているので高低差が激しい。基本的に往復2車線であるが、長坂町白井沢地区間において、対向車とのすれ違いに苦労するほどの狭小区間が存在する。また、長坂町市街地においても狭小区間が存在する。

### 路線データ
- 起点：山梨県北杜市長坂町小荒間（長坂町小荒間交差点＝山梨県道11号北杜富士見線交点）
- 終点：山梨県北杜市長坂町長坂上条（長坂上条交差点＝山梨県道32号長坂高根線交点）
- 延長：約8.5km

## 重複区間
- 北杜市長坂町（長坂上条交差点・長坂駅前間）：山梨県道32号長坂高根線

## 通過する自治体
- 山梨県北杜市

## 交差・接続する道路
- 山梨県道11号北杜富士見線（北杜市長坂町・長坂町小荒間交差点）
- 山梨県道608号長沢小淵沢線（北杜市長坂町・JA梨北小泉支所前交差点）
- 山梨県道32号長坂高根線（北杜市長坂町・長坂上条交差点）

## 周辺
- 風林火山館
- 小泉郵便局
- 甲斐小泉駅
- 平山郁夫シルクロード美術館
- 三分一湧水館
- 北杜市立小泉小学校
- 長坂消防署
- 北杜市立長坂体育館
- 長坂郵便局
- 長坂駅